# Ammopolia witzenmanni
Ammopolia witzenmanni là một loài bướm đêm trong họ Noctuidae.